# Shizumanu taiyō
Pour plus de détails, voir Fiche technique et Distribution.
Shizumanu taiyō (沈まぬ太陽) est un film japonais réalisé par Setsurō Wakamatsu, sorti en 2009.

## Synopsis
Le film revient sur le crash du vol Japan Airlines 123.

## Fiche technique
- Titre : Shizumanu taiyō
- Titre original : 沈まぬ太陽
- Titre anglais : The Unbroken
- Réalisation : Setsurō Wakamatsu
- Scénario : Takuya Nishioka d'après le roman de Toyoko Yamasaki
- Musique : Norihito Sumitomo
- Photographie : Mutsuo Naganuma
- Montage : Takao Arai
- Production : Ki-Ichi Iguchi, Shigeo Minakami, Sadao Ochi et Kazunori Okada
- Société de production : Kadokawa Pictures
- Pays :  Japon
- Genre : Drame
- Durée : 202 minutes
- Dates de sortie : 
  -  Japon : 24 octobre 2009

## Distribution
- Ken Watanabe : Hajime Onchi
- Erika Toda : Junko Onchi
- Teruyuki Kagawa : Kazuo Yagi
- Shun Sugata (en) : Tatsuro Shikata
- Ren Ōsugi : Wako
- Yasuko Matsuyuki : Miki Mitsui
- Tomokazu Miura : Shiro Gyoten
- Misa Shimizu : Shuko Oyamada
- Gō Katō : le premier ministre Tonegawa
- Kyōka Suzuki : Ritsuko Onchi
- Takashi Kashiwabara : Katsumi Onchi
- Takaya Kamikawa
- Mitsuko Kusabue : Masae Onchi
- Ken Utsui : Seiichiro Sakaguchi
- Kōji Ishizaka : Masayuki Kokumi
- Ken'ichi Yajima : Aoyama
- Masahiko Nishimura : Chuji Yaba
- Tōru Kazama : Toru Sawaizumi
- Shigeru Kōyama : le président Hiyama
- Nao Matsushita : Kyoko Higuchi
- Ken Tanaka : Inoyama
- Hatsunori Hasegawa
- Tae Kimura : Natsuko Suzuki
- Tatsuo Yamada : Yasuo Furumizo
- Ikkei Watanabe
- Toshio Shiba : le président Domoto
- Nenji Kobayashi : Takemaru
- Shun'ichi Ban
- Mayu Tsuruta : Harumi Fuse
- Takehiko Ono : le ministre des transports Dozuka
- Tōru Shinagawa : Kazukiyo Ryuzaki
- Mayu Gamou : la secrétaire Hoshino
- Yōko Akino
- Emiko Izawa
- Yasuhito Shimao
- Nankō Katsura
- Makoto Ōnami
- Sena Nakamura
- Ippei Kanie

## Distinctions
Le film a été nommé pour douze Japan Academy Prizes et en a remporté trois : meilleur film, meilleur acteur pour Ken Watanabe et meilleur montage.